# Sancidino Silva
Sancidino Malam da Silva, noto semplicemente come Sancidino Silva (Bissau, 5 marzo 1994), è un calciatore guineense naturalizzato portoghese, attaccante svincolato.

## Caratteristiche tecniche
È un'ala sinistra.

## Carriera

### Club
Cresciuto nel settore giovanile del Benfica, ha esordito con la seconda squadra del club portoghese il 4 novembre 2012 disputando l'incontro di Segunda Liga perso 3-1 contro lo Sporting Lisbona B.

### Nazionale
Nel 2010 ha segnato 4 reti in altrettante presenze con la maglia della nazionale portoghese Under-17.

## Statistiche
Statistiche aggiornate al 17 novembre 2019.

### Presenze e reti nei club
| Stagione         | Squadra          | Campionato       | Campionato | Campionato | Coppe nazionali | Coppe nazionali | Coppe nazionali | Coppe continentali | Coppe continentali | Coppe continentali | Altre coppe | Altre coppe | Altre coppe | Totale | Totale | Totale |
| Stagione         | Squadra          | Comp             | Pres       | Reti       | Comp            | Pres            | Reti            | Comp               | Pres               | Reti               | Comp        | Pres        | Reti        | Pres   | Reti   |        |
| ---------------- | ---------------- | ---------------- | ---------- | ---------- | --------------- | --------------- | --------------- | ------------------ | ------------------ | ------------------ | ----------- | ----------- | ----------- | ------ | ------ | ------ |
| 2012-2013        | Benfica B        | LdH              | 1          | 0          |                 | -               | -               |                    | -                  | -                  |             | -           | -           | 1      | 0      |        |
| 2013-2014        | Benfica B        | LdH              | 8          | 2          |                 | -               | -               |                    | -                  | -                  |             | -           | -           | 8      | 2      |        |
| 2015-2016        | Benfica B        | LdH              | 37         | 6          |                 | -               | -               |                    | -                  | -                  |             | -           | -           | 37     | 6      |        |
| Totale Benfica B | Totale Benfica B | Totale Benfica B | 46         | 8          |                 | -               | -               |                    | -                  | -                  |             | -           | -           | 46     | 8      |        |
| 2016-2017        | Arouca           | PL               | 5          | 0          | CP+CdL          | 0+2             | 0               |                    | -                  | -                  |             | -           | -           | 7      | 0      |        |
| 2017-gen. 2018   | Arouca           | LdH              | 1          | 0          | CP+CdL          | 0+2             | 0               |                    | -                  | -                  |             | -           | -           | 3      | 0      |        |
| Totale Arouca    | Totale Arouca    | Totale Arouca    | 6          | 0          |                 | 4               | 0               |                    | -                  | -                  |             | -           | -           | 10     | 0      |        |
| gen.-giu. 2018   | Leixões          | LdH              | 8          | 0          | CP+CdL          | 0+1             | 0               |                    | -                  | -                  |             | -           | -           | 9      | 0      |        |
| 2018-2019        | Losanna          | ChL              | 12         | 2          | CS              | 0               | 0               |                    | -                  | -                  |             | -           | -           | 12     | 2      |        |
| 2019-2020        | Losanna          | ChL              | 0          | 0          | CS              | 0               | 0               |                    | -                  | -                  |             | -           | -           | 0      | 0      |        |
| Totale carriera  | Totale carriera  | Totale carriera  | 72         | 10         |                 | 5               | 0               |                    | -                  | -                  |             | -           | -           | 77     | 10     |        |